# Arco de Marco Aurelio

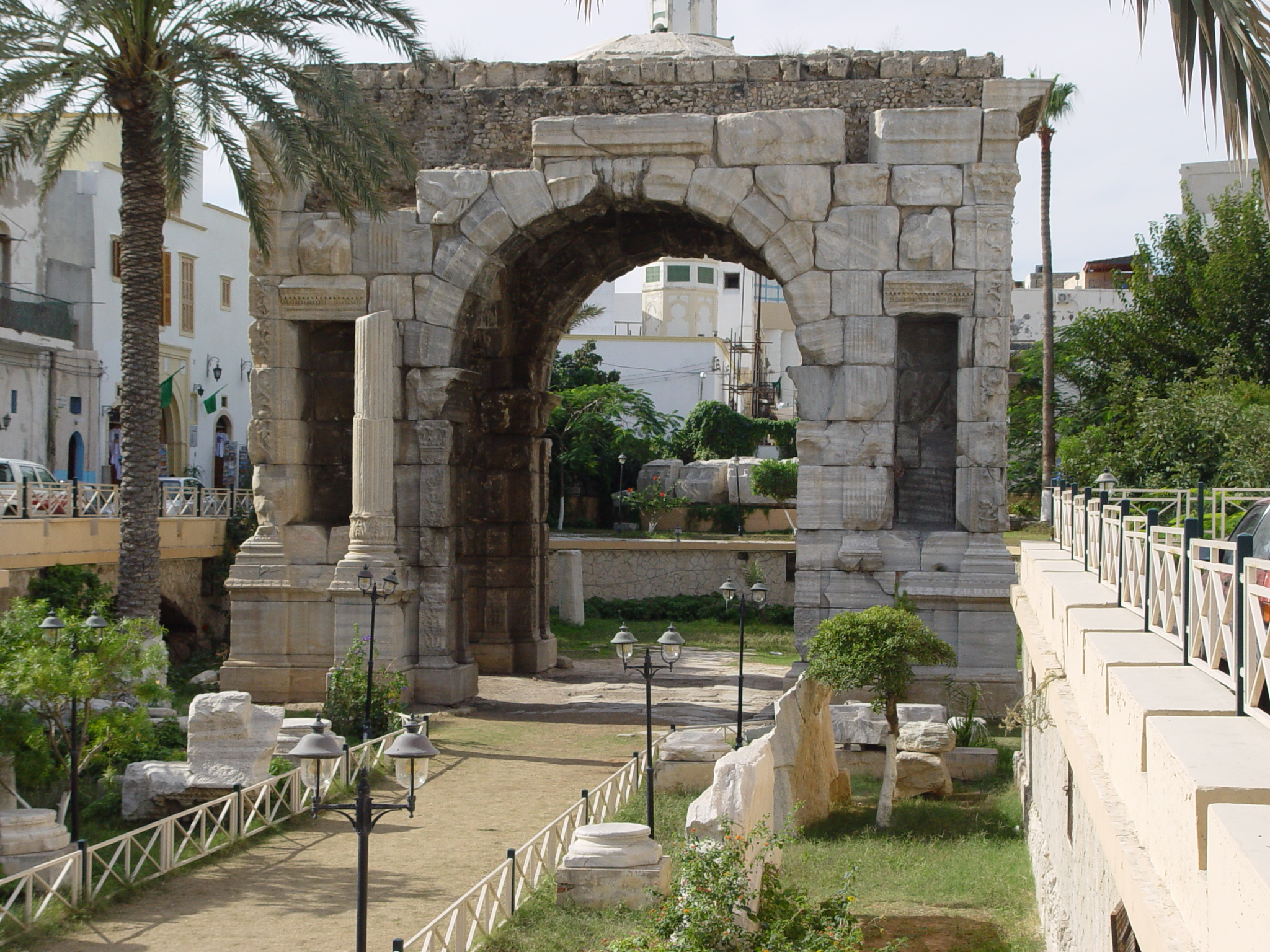
El Arco de Marco Aurelio

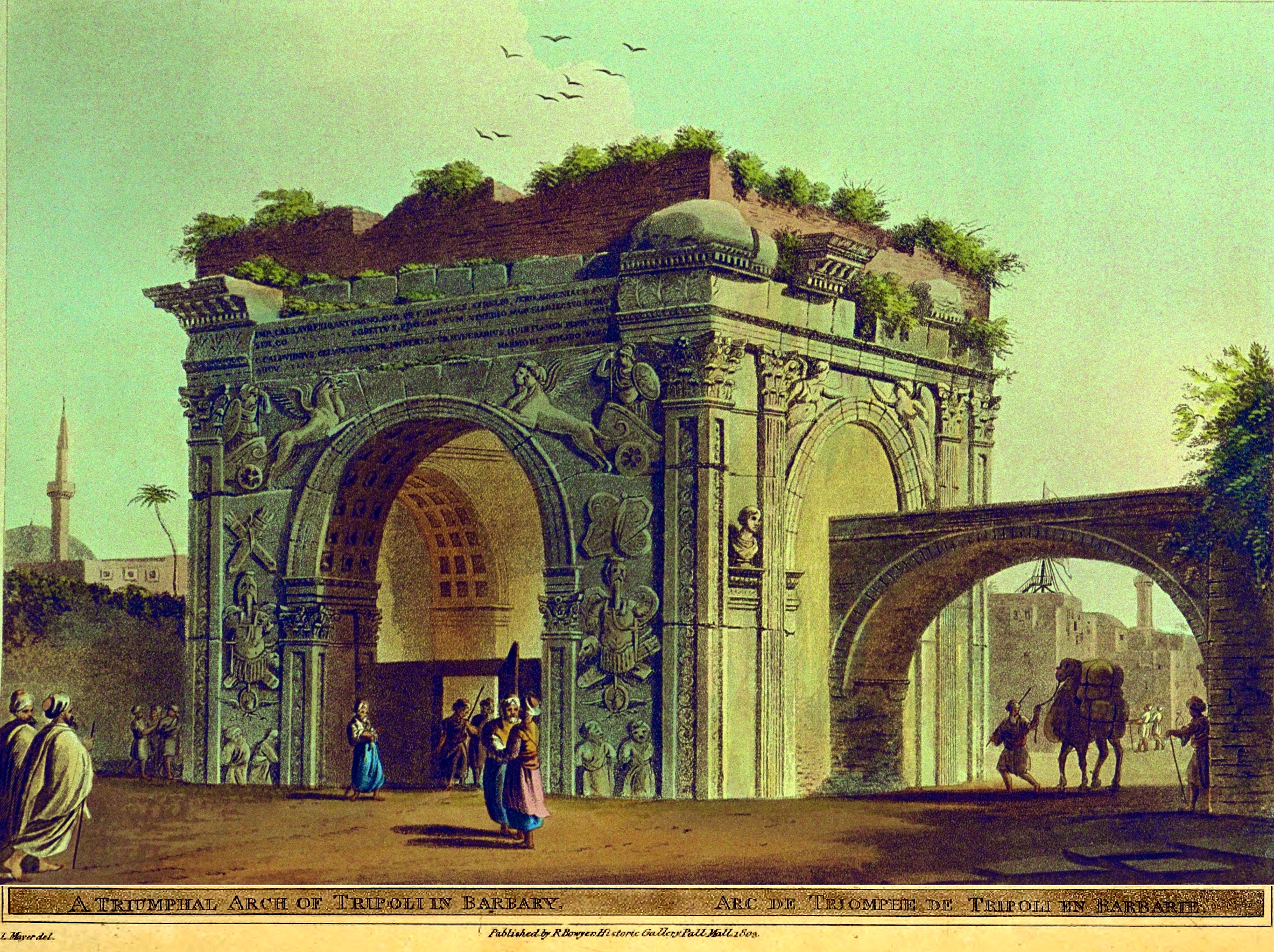
Fachada norte del arco de Marco Aurelio en Trípoli, Vistas en el imperio otomano, de Luigi Mayer, 1803

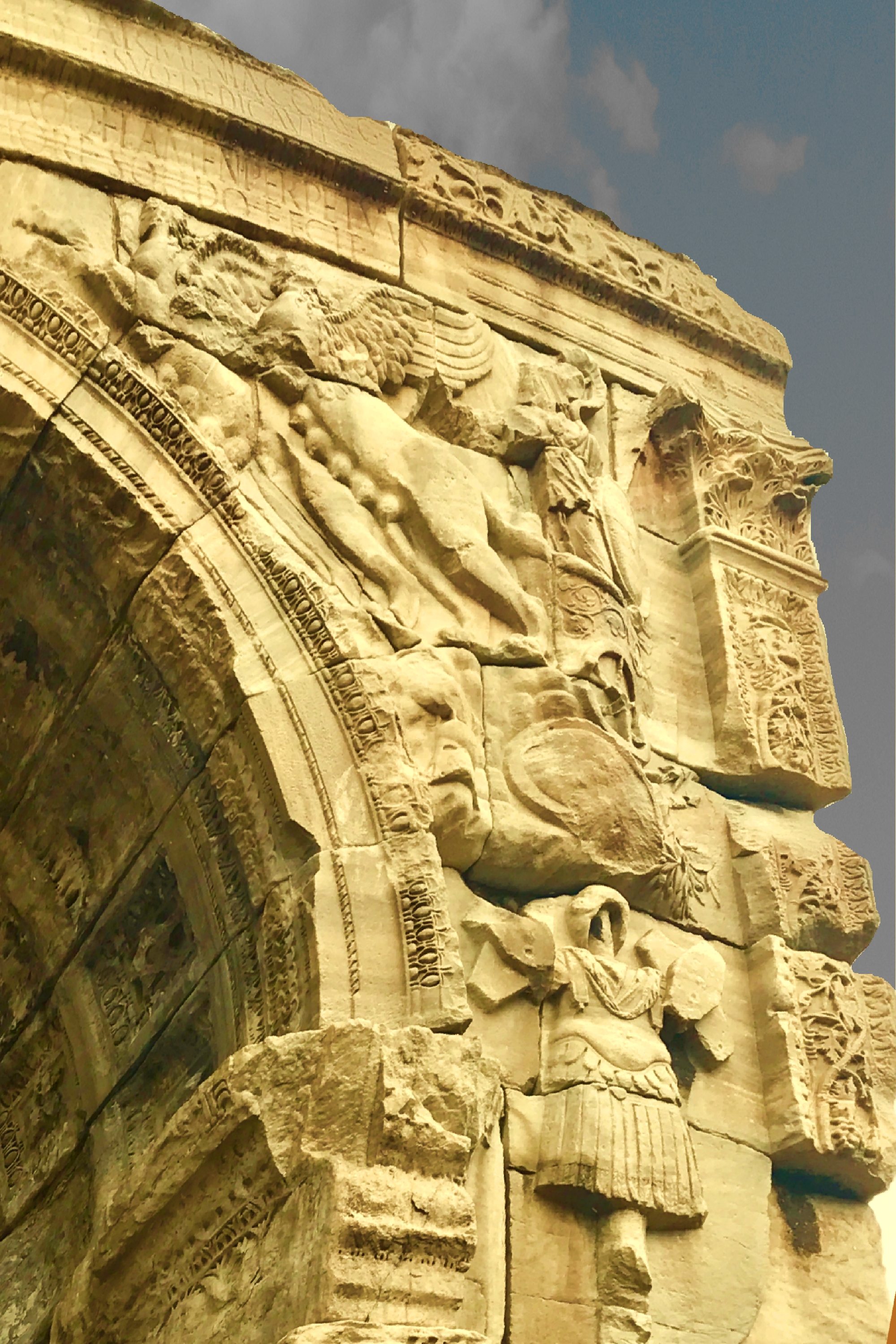
Detalle del arco de Marco Aurelio en Trípoli, 2017

El Arco de Marco Aurelio (en árabe: قوس ماركوس أوريليوس‎, romanizado: transliteración:Qaus Mārkūs Aurīliyūs) es un arco triunfal romano en la ciudad de Oea, Trípoli moderna, que se encuentra cercano a la entrada noroeste de la Medina.

## Características
Es un arco triunfal cuadrifronte, coronado por una cúpula octogonal inusual, erigido completamente en mármol por Cayo Calpurnio Celso, duoviro quinquenal de la ciudad, para conmemorar las victorias de Lucio Vero, colega menor y hermano adoptivo del emperador Marco Aurelio, sobre los partos en la guerra romano-parta de 161–166.
El monumento fue erigido en 163, y no se puede fechar más tarde, porque se hace referencia al emperador con el título Armenicus, pero no con los títulos de Medicus y Parthicus, que le fueron conferidos en 166 y aparece como procónsul de África  Servio Cornelio Escipión Salvidieno Orfito, quien desempeñó este cargo en los años 163 y 164.
Las deidades patronas de la ciudad, Apolo y Minerva, aparecen en los dos frontones delanteros, en bigas tiradas por grifos y esfinges. Otras interpretaciones toman las figuras de las bigas como representantes de Lucio Vero y la diosa Roma, respectivamente.
Los cuatro nichos colocados en las caras noreste y suroeste del arco ahora están vacíos, pero deben haber contenido las estatuas del emperador y de Lucio Vero que se recuperaron durante las excavaciones en el siglo XIX.
El arco estuvo parcialmente enterrado durante el curso de los siglos. Inmediatamente después de la conquista italiana, fue conservado y restaurado por la administración italiana (1914–1918), mientras que la zona alrededor del arco fue reorganizada por el arquitecto italiano Florestano Di Fausto en los años treinta. Recibió daños menores durante la Segunda Guerra Mundial.
A partir de 2017, el arco sufría de un mantenimiento deficiente y daños por parte de los visitantes. Sus características y detalles originales han sufrido daños considerables debido a la lluvia ácida.